# Knížecí les
Knížecí les je přírodní památka poblíž obce Přísnotice, na katastru městyse Nosislav v okrese Brno-venkov. Předmětem ochrany je kuňka obecná a její biotop, který představují jednak uměle vytvořené tůně a doprovodné mokřady, jednak přilehlý segment lužního lesa, zvaného Knížecí les.